# Collier long
Un collier long, également appelé collier rope, est un collier d’une longueur supérieure à 90 cm.
Ce style de collier était très porté par Coco Chanel dans les années 1930.
Il est possible de le doubler en l’enroulant plusieurs fois autour du cou.